# Jannewietske de Vries
Jannewietske Annie de Vries (Beetgumermolen, 11 november 1961) is een Nederlands ambtenaar, politica en bestuurster. Ze is lid van de PvdA. Sinds 27 september 2018 is zij burgemeester van Súdwest-Fryslân.

## Opleiding en ambtelijke loopbaan
De Vries behaalde haar doctoraal onderwijskunde aan de Rijksuniversiteit Utrecht en haar doctoraal rechten en een bijvak kunstgeschiedenis aan de Rijksuniversiteit Groningen. Ze begon in 1990 haar politieke loopbaan als gemeenteraadslid van Boornsterhem en dit bleef zij tot 1995. Van 1995 tot 2007 was zij werkzaam bij de gemeente Leeuwarden. Van 2000 tot 2007 was zij daar directeur algemene zaken.

## Gedeputeerde van Friesland
Tussen 2007 en 2015 was De Vries gedeputeerde van Friesland. In haar portefeuille had zij onder meer kennis en onderwijs, taal, media en cultuur, recreatie en toerisme, Wurkje foar Fryslân, financiën en Leeuwarden-Fryslân 2018. Zij was initiatiefnemer van de deelname van Leeuwarden en Fryslân aan de kandidatuur voor Culturele hoofdstad van Europa in 2018. De Vries zette zich in voor het behoud van kleine talen in het algemeen en het Fries in het bijzonder. In 2011 en 2015 was zij er ook Statenlid.

## Algemeen directeur Floriade B.V.
De Vries was vanaf 1 januari 2016 algemeen directeur van Floriade B.V. De gemeente Almere organiseert in samenwerking met de Floriade B.V., de provincie Flevoland, de Nederlandse tuinbouw en andere partners de Floriade Almere 2022. Deze zevende editie van de wereldtuinbouwtentoonstelling, die in het teken staat van het vergroenen van steden, gaat over vraagstukken die samenhangen met de mondiale verstedelijking, zoals voedselvoorziening, klimaatverandering en energiewinning.

## Burgemeester van Súdwest-Fryslân
Midden 2018 werd De Vries voorgedragen als burgemeester van Súdwest-Fryslân. Op 27 september 2018 werd ze geïnstalleerd. In haar portefeuille heeft zij algemeen bestuur, bestuurlijke samenwerking en coördinatie netwerken, openbare orde en veiligheid, brandweer, rampenbestrijding, communicatie en burgerzaken.

## Nevenfuncties
De Vries werd in december 2004 benoemd tot bestuurslid van de Vereniging De Friesche Elf Steden. Zij was daarmee het tweede vrouwelijke bestuurslid van deze vereniging. Na haar benoeming tot gedeputeerde in 2007 trad zij eind 2007 af als bestuurslid van deze vereniging. Daarnaast was zij onder meer voorzitter van het Openluchtspel (Iepenloftspul) in Jorwerd en bestuurslid van de Slachtemarathon. Van 2011 tot 2015 was ze voorzitter van het Europese network to promote linguistic diversity.
Op 9 september 2016 werd De Vries benoemd tot lid van de Fryske Akademy. Op 1 oktober 2020 werd ze voorzitter van de raad van toezicht van het Noord Nederlands Orkest (NNO). Op 1 januari 2022 werd ze voorzitter van de raad van toezicht van de NHL Stenden Hogeschool. Op 25 november 2023 werd ze voorzitter van De Friesche IJsbond.

## Persoonlijk
De Vries groeide op in een gezin met een vader, moeder en twee broers. Haar vader was namens de PvdA Statenlid van Friesland. Haar ene broer werd ecoloog bij Deltares en haar andere broer werd directeur van Sport Fryslân. Haar partner was namens de PvdA wethouder van Leeuwarden.